# Leptophatnus ulugurus
Leptophatnus ulugurus là một loài tò vò trong họ Ichneumonidae.